# Monte Castagnolo
Monte Castagnolo este o arie protejată (arie specială de conservare — SAC, sit de importanță comunitară — SCI) din Italia întinsă pe o suprafață de 116 ha, integral pe uscat.

## Localizare
Centrul sitului Monte Castagnolo este situat la coordonatele 44°05′41″N 10°12′19″E / 44.094722°N 10.205278°E.

## Înființare
Situl Monte Castagnolo a fost declarat sit de importanță comunitară în iunie 1995 pentru a proteja 1 specie de plante și 4 specii de animale. Situl a fost protejat și ca arie specială de conservare în mai 2016.

## Biodiversitate
Situată în ecoregiunea mediteraneană, aria protejată conține 10 habitate naturale: Pajiști alpine și subalpine calcaroase, Grohotișuri calcaroase și de șisturi calcaroase de la nivelul montan până la nivelul alpin (Thlaspietea rotundifolii), Grohotișuri termofile și vest-mediteraneene, Pajiști carstice calcaroase sau bazofile, de Alysso-Sedion albi, Pajiști uscate europene, Pante stâncoase silicioase cu vegetație casmofită, Păduri de Castanea sativa, Pante stâncoase calcaroase cu vegetație casmofită, Pajiști uscate seminaturale și facies de acoperire cu tufișuri pe substraturi calcaroase (Festuco-Brometalia) (* situri importante pentru orhidee), Roci stâncoase cu vegetație pionieră de Sedo-Scleranthion sau Sedo albi-Veronicion dillenii.
La baza desemnării sitului se află mai multe specii protejate:
- plante (1): Gladiolus palustris
- amfibieni (2): Bombina pachypus, Salamandrina terdigitata
- mamifere (1): lupul (Canis lupus)
- nevertebrate (1): Euplagia quadripunctaria

Pe lângă speciile protejate, pe teritoriul sitului au mai fost identificate 14 specii de plante, 2 specii de mamifere, 4 specii de reptile.